# Marchantia pinnata
Marchantia pinnata là một loài Rêu trong họ Marchantiaceae. Loài này được Stephani mô tả khoa học đầu tiên năm 1953.